# Álvaro Santos Cejudo
Álvaro Santos Cejudo (Daimiel, 19 febbraio 1880 – Alcázar de San Juan, 17 settembre 1936) è stato un terziario trinitario spagnolo, fucilato dai repubblicani durante la guerra civile spagnola. Venne beatificato insieme agli altri martiri della guerra civile spagnola da papa Benedetto XVI nel 2007.

## Biografia
Álvaro Santos Cejudo nacque il 19 febbraio 1880 a Daimiel. Per otto anni fu fratello marista, ma dovette lasciare la congregazione per motivi familiari. In seguito sposò María Rubio Márquez, con la quale ebbe sette figli, alcuni dei quali morirono in tenera età. Lavorò alla nascente rete ferroviaria spagnola per la Ferrovia Manzanares-Ciudad Real ed era membro dell’Adorazione eucaristica notturna, vivendo con profonda fede cattolica, circostanza che gli attirò l’ostilità di ambienti anticlericali.
Il 2 agosto 1936, durante la guerra civile spagnola, un collega, sapendo che partecipava quotidianamente alla messa e che due sue figlie erano suore, progettò di ucciderlo, ma fu dissuaso dagli altri ferrovieri. Pochi giorni dopo Santos Cejudo fu arrestato e condotto nel carcere di Santa Cruz de Mudela, dove conobbe tre sacerdoti e cinque fratelli de La Salle. La notte del 17 settembre venne portato al cimitero di Alcázar de San Juan e fucilato.

## Culto
Álvaro Santos Cejudo fu beatificato il 28 ottobre 2007 a Roma, su mandato di papa Benedetto XVI, durante una cerimonia presieduta dal cardinale José Saraiva Martins, prefetto della Congregazione per le Cause dei Santi, insieme ad altri 498 martiri spagnoli uccisi in odium fidei durante la guerra civile.
La Chiesa cattolica ne celebra la memoria liturgica il 6 novembre, insieme agli altri martiri spagnoli del XX secolo. Nella Chiesa della Santissima Trinità di Alcázar è custodita la cappella con le sue spoglie mortali, accanto a quelle dei martiri trinitari Ermenegildo dell'Assunta e compagni.